# Kisbégány
Kisbégány (ukránul: Мала Бийгань / Mala Bijhany) település Ukrajnában, a Beregszászi járásban.

## Fekvése
Beregszásztól északnyugatra, Balazsér és Nagybégány közt fekvő település.

## Története
Nevét a korabeli oklevelek 1332-ben említették először „Bygan” néven. Ekkor a pápai tizedek rovatában már népes parochiális helyül említik. Szent Györgyről elnevezett egyházának papja 1334-ben 3 garas pápai tizedet fizetett. A hét évszázaddal ezelőtti krónikákban a két község Ó-Bégány (Nagybégány), illetve Kisbégány néven szerepel.
A két település életében hosszú időn át kiemelkedő szerepet játszott a Bégányi család, amelynek jelentős földbirtokai terültek el a határban. E család tagjai hol örökségbe, hol ajándékba, hol pedig éppen zálogba adták itteni vagyonukat. Az előkelő família tagjai közül az okmányok elsőként Bégányi Csoth Istvánt említik 1374-ben, királyi emberül. 1383-ból való az a feljegyzés, miszerint gróf Széchi Miklós országbíró visszaadatni rendelte Bégányi Lukács fia Tamásnak az idegen kézbe került ó-bégányi birtokot. 1470-ben Nagybégányi Miklós és fia, János panaszára vizsgálat indult amiatt, hogy Jakcsi György özvegye és Keszi Balázs, a Medvés-rekettye és a Nagyszeg nevű erdejükből egy sertésnyájat kaszonyi jobbágyaik által elhajtattak, s a kövérebbjeit leölették. (A sertéstartás egyébként mind a mai napig az itt élő gazdák egyik fő foglalkozása.)
Református egyháza 1640-ben keletkezett. Sokáig a nagybégányi fiókjaként működött.
Gát és Kisbégány községek helvét (református) vallású imaházában 1750. január 22-én vizsgálatot, Oculata Revisiót tartottak. Az erről később, szeptember 3-án készült állami, hatósági latin nyelvű okirat a beregszászi levéltárban maradt fenn. Ebben a helvét vallás nyilvános gyakorlását megtiltják, az imaház lebontását rendelték el. 1783-ban vált önállóvá, 1789-től vezetik anyakönyvét.
A 18. század végén Vályi András így ír róla: „BÉGÁNY. Kis Bégány. Magyar falu Bereg Vármegyében, birtokosai külömbféle Urak, lakosai reformátusok, fekszik a’ Kaszonyi járásban, Beregszázhoz két mértföldnyire. Határja jó termékenységű, legelőjök elég, fájok mind a’ kétféle, keresetre jó módgyok a’ szomszéd szőlőkben, és kő bányákban; de mivel határját Szernye vize néha elönti, második Osztálybéli.”
Fényes Elek 1851-ben kiadott geográfiai szótárában így ír a faluról: „Bégány (Kis és Nagy), 2 egymáshoz közel fekvő magyar falu, Beregh vármegyében, ut. p. Bereghszász és M.-Kaszony közt. Az elsőben lakik 69 r. kath., 8 g. kath., 453 ref. 14 zsidó; a másodikban 34 r. k., 108 g. kath., 400 ref., 18 zsidó. Van ref. anyatemplomuk. Határuk róna és igen termékeny, csakhogy néha a Szernye vize elönti; tölgyes erdejök derék; lakosai a közel lévő szőlőkben, s kőbányákban is kereshetnek pénzt. F. u. Bégányi, Füzeséry, Mező st.”
Az 1870-80-as évek táján Nagybégánnyal szemben Kisbégány volt népesebb település: ekkoriban Kisbégányban 730-an laktak, Nagybégányban csupán 470-en. Ebben az időben Kisbégány fő birtokosai voltak: kaszaházi Joó Lajos (1814-1908), Galgóczy Pál, Nemes József, Domokos József, Jászter Kálmán, Komári Imre, Kondor Gáspár, Nánási György, Pogány Lídia, Szini János, Turóczi Ferenc. Ma is jórészt az ő leszármazottjaik lakják a helységet. A községnek 110 polgára vett részt az első világháborúban, 17-en elestek. A trianoni béke előtt Bereg vármegye Tiszaháti járásához tartozott. Az első világháborút követően a községet a mesterségesen létrehozott Csehszlovákiához csatolták, majd 1938-tól ismét Magyarországhoz tartozott 1944 őszéig, amikor a szovjet csapatok megszállták. A sztálinisták 1944 őszén 97 férfit hurcoltak el, 38-an odavesztek.
1945-ben Szovjetunióhoz csatolták a települést. A szovjet érában a kisbégányiak nagy többsége a helyi mezőgazdasági nagyüzemben kereste meg a kenyerét, mely szép eredményeket ért el a növénytermesztés és az állattartás terén. Zöldségkertészeti és dohánytermesztő brigádjukat a beregszászi járásban sokáig a legjobbak között tartották számon.
A település lakóinak életében további pozitív változást hozott, hogy a két falu határában a hetvenes évek végére megépült a gazdaságközi keveréktakarmány-gyár, amely a járás valamennyi gazdaságát volt hivatott ellátni abraktakarmánnyal. Ezekben az években kezdte meg működését Nagybégány határában a gazdaságközi sertéstelep, ahol annak fénykorában több ezer sertést tartottak.
1991 óta a független Ukrajna része.

## Jelene
2000 tavaszán Ukrajnában feloszlatták a kolhozokat. A kisbégányi gazdák átlagosan másfél-két hektárnyi földhöz jutottak a közösből. Az itt található 465 családi gazdaság jelentős termelési potenciállal rendelkezik. Fő profiljuk a gabonatermesztés és a jószágtartás. Az egy portára jutó tehenek számát tekintve a település a beregszászi járás községei között előkelő helyet foglal el. A zöldségtermesztés, ezen belül a fóliaházi zöldségtermesztés – az ágazatnak itt komoly hagyományai vannak – egyre nagyobb szerepet játszik az itteniek életében.
A 2001-es népszámláláskor Kisbégánynak 1300 lakosa volt, több mint 90%-uk magyar, emellett jelentős cigány kisebbség él itt.
A kisbégányi Márkus Menyhért Általános Iskolában jelenleg 160 gyerek tanul. A helyi Szivárvány óvodába 21 gyerek jár. Az itteniek többsége református. Egészségügyi központja és postája is van, klubja felújításra szorul. Kisbégányban a helybélieket és az ide látogató vendégeket öt üzletben szolgálják ki (ezek némelyike egyben kávézó is).

## Emlékhelyek, nevezetességek
- A kisbégányi református templom – mely 1805-ben épült – klasszicista stílusjegyeket hordoz. Takarosan rendben tartott épület.
- A falu lakossága 1992 novemberében a település központjában emléktáblát állított a sztálinizmus áldozatainak.

## Kikapcsolódás, pihenés

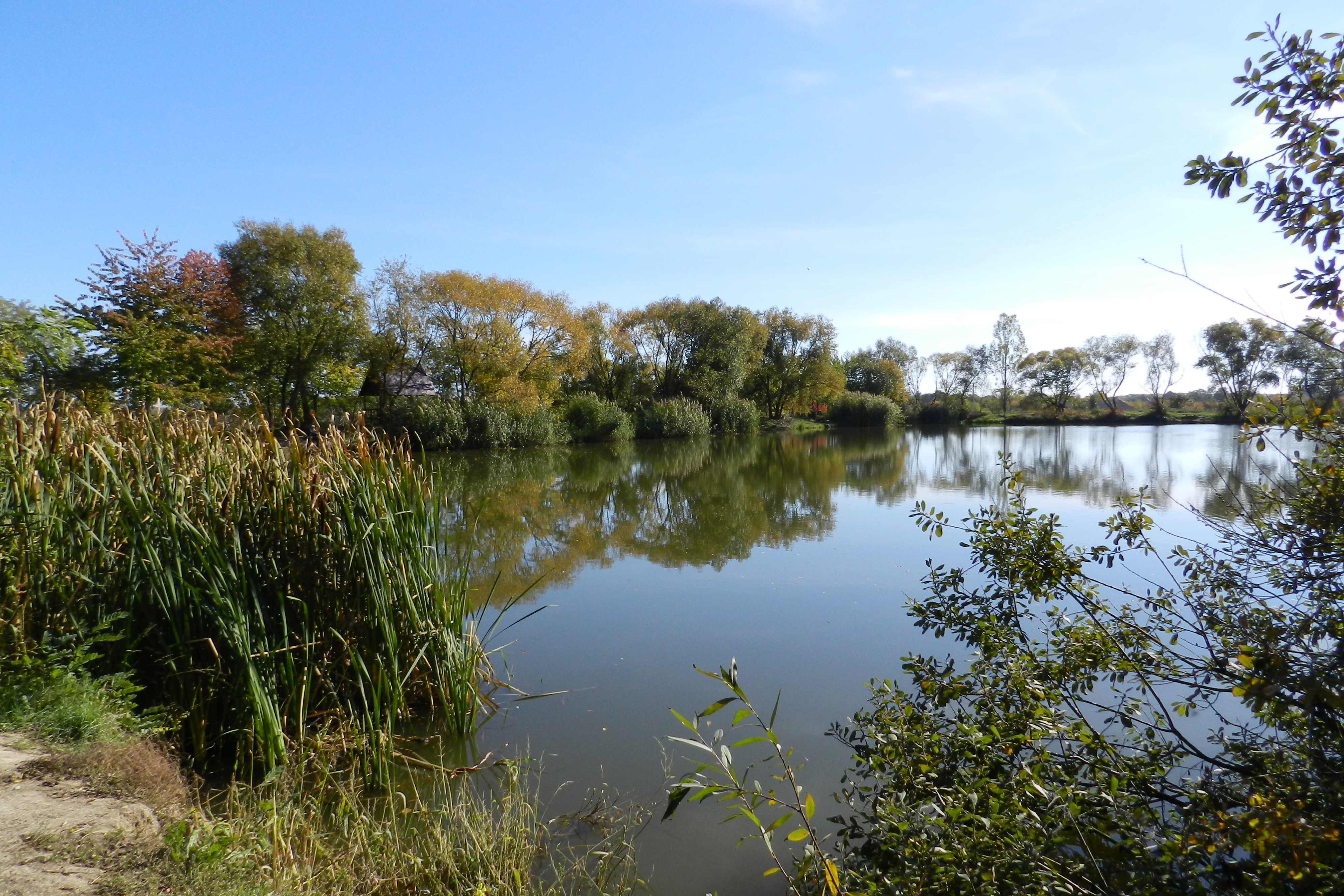
Tó Kis- és Nagybégány határában

A közelben húzódó gúti erdőség – mely összességében 2000 hektáron terül el – gyalogtúrákra, gombászásra kiválóan alkalmas. A Mérce partján elterülő fiatal tölgyfaerdő – a Liget – néhány éve kempingezők kedvelt táborhelye. A szintén a gúti határt átszelő Mércén számos kiváló horgászhely található. A nagybégányi, kisbégányi és balazséri határban elterülő, 5,6 hektárnyi vízfelülettel rendelkező halastó környékén mintegy két tucat hangulatos horgászhely van kiépítve.